# Tagoloan

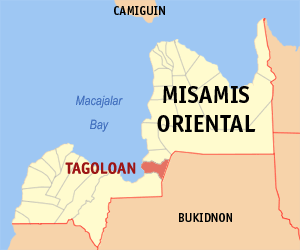
Tagoloans läge i Misamis Oriental

Tagoloan är en ort på ön Mindanao i Filippinerna. Den ligger strax nordöst om Cagayan de Oro City och är belägen i provinsen Misamis Oriental i regionen Norra Mindanao. Invånarantalet är 46 649 (folkräkning 1 maj 2000).
Tagoloan räknas officiellt inte som stad utan är en kommun. Kommunen är indelad i 10 smådistrikt, barangayer, varav samtliga är klassificerade som tätortsdistrikt.